# Eduardo Garrido
Carlos Eduardo Dias Garrido (Recife, 17 de dezembro de 1967), é um ex-jogador de voleibol de praia do Brasil medalhista de prata no torneio de exibição dos Jogos Olímpicos de Verão de 1992 e obteve o bronze na edição dos Jogos Mundiais de 1993 na Holanda.

## Carreira
Eduardo Garrido foi um dos desbravadores do vôlei de praia no Brasil nos anos 90, defendendo por muitos anos as cores verde e amarela. Sua aposentadoria como jogador veio em 2005.
Em 1992, em dupla com Roberto Moreira, conquistou a medalha de prata no torneio exibição de Voleibol de praia nos Jogos Olímpicos de Verão de Barcelona.
Em 1993, essa mesma dupla conquistou a medalha de bronze nos Jogos Mundiais, disputado naquele ano cidade holandesa de Haía.